# Green Dragon (film)
Pour plus de détails, voir Fiche technique et Distribution.
Green Dragon est un film de 2001 de Timothy Linh Bui. Ce film raconte l’histoire de plusieurs réfugiés vietnamiens aux États-Unis après la chute de Saigon à la fin de la guerre du Viêt Nam en 1975. Ces réfugiés sont placés à leur arrivée dans le Camp Pendleton en Californie.
Le film a été réalisé par Timothy Linh Bui et écrit par Tony Bui dont la famille avait fui le Vietnam pour rejoindre les États-Unis. Le film a été tourné en Californie dans le Camp Pendleton.
Le  film a remporté un prix en 2001 au Austin Film Festival et au Humanitas Prize. Il sera nommé  également en 2001 au Sundance Film Festival, au Political Film Society en 2003 et au Young Artist Award en 2003.

## Fiche technique
- Titre : Green Dragon
- Réalisation : Timothy Linh Bui
- Scénario : Timothy Linh Bui, Tony Bui
- Musique : Jeff Danna, Mychael Danna
- Producteurs : Tony Bui, Tajamika Paxton, Elie Samaha, Andrew Stevens
- Distribution : Columbia Pictures
- Pays de production : États-Unis
- Langue : Anglais, Vietnamien
- Genre : drame
- Durée : 115 min.
- Date de sortie :
  - États-Unis : 1er mai 2002

## Distribution
- Patrick Swayze (VF : Richard Darbois) : Gunner Sergeant Jim Lance
- Forest Whitaker : Addie
- Don Duong
- Hiep Thi Le
- Billinjer C. Tran
- Trung Nguyen